# Foxholm
Foxholm è un census-designated place (CDP) degli Stati Uniti d'America della contea di Ward nello Stato del Dakota del Nord. La popolazione era di 75 abitanti al censimento del 2010.
Foxholm si trova lungo la U.S. Route 52, 18 miglia (29 km) a nord-ovest di Minot e 76 miglia (122 km) a sud-est del confine tra Saskatchewan e Dakota del Nord a Portal, ND/North Portal, SK. Foxholm si trova nella valle del fiume Des Lacs.
Un ufficio postale chiamato Foxholm fu istituito nel 1894, e rimase in funzione fino al 1967. La comunità presumibilmente fu intitolata a un luogo nell'Inghilterra.

## Geografia fisica
Secondo lo United States Census Bureau, la città ha una superficie totale di 2,48 km², dei quali 2,48 km² di territorio e 0 km² di acque interne (0% del totale).

## Società

### Evoluzione demografica
Secondo il censimento del 2010, la popolazione era di 75 abitanti.

### Etnie e minoranze straniere
Secondo il censimento del 2010, la composizione etnica del CDP era formata dal 100% di bianchi, lo 0% di afroamericani, lo 0% di nativi americani, lo 0% di asiatici, lo 0% di oceanici, lo 0% di altre razze, e lo 0% di due o più etnie. Ispanici o latinos di qualunque razza erano lo 0% della popolazione.